# Vysoké (Žďár nad Sázavou-i járás)
Vysoké település Csehországban, a Žďár nad Sázavou-i járásban. Vysoké Žďár nad Sázavou, Počítky és Lhotka településekkel határos. Lakosainak száma 199 fő (2024. január 1.).

## Népesség
A település lakosságának változását az alábbi diagram mutatja:
| Lakosok száma | 298  | 270  | 253  | 212  | 190  | 145  | 181  | 192  | 194  | 199  |
|               | 1869 | 1900 | 1921 | 1961 | 1980 | 2011 | 2016 | 2019 | 2021 | 2024 |